# Лященко, Аркадий Иоакимович
Аркадий Иоакимович Лященко (1871—1931) — российский историк литературы, педагог, библиограф, член-корреспондент Академии наук СССР (1928), один из авторов энциклопедического словаря Брокгауза и Ефрона, где поместил ряд статей по истории русской литературы.

## Биография
Аркадий Иоакимович Лященко родился 26 января 1871 года в городе Киеве. Окончил историко-филологический факультет Санкт-Петербургского университета.
В 1893—1897 годах был редактором изданий Общества любителей древней письменности.
С января 1901 года Лященко редактировал журнал «Литературный вестник», издаваемый библиологическим обществом (до 1902 года совместно с М. Н. Мазаевым, далее единолично). В приложениях к нему помещались «Отчеты Русского библиологического общества»).
В 1903—1904 годах занимал пост президента Русского библиологического общества.
Состоял инспектором Петровского коммерческого училища в Санкт-Петербурге.
Помимо статей и заметок в «Киевской старине», «Русской старине», «Историческом вестнике», «Живой старине», «Славянском обозрении», «Библиографе» и других периодических печатных изданиях, выпустил отдельно ряд монографий.
Библиографический словарь называет «главным трудом» учёного издание сочинений русского поэта Алексей Васильевича Кольцова в «Академической библиотеке русских писателей», с максимально точно воспроизведённым текстом и подробнейшими комментариями.
Аркадий Иоакимович Лященко умер 12 сентября 1931 года в Ленинграде.

## Избранная библиография
- «Заметки по изучение современной народной поэзии» (СПб.., 1894)
- «О молении Даниила Заточника» (СПб., 1896)
- «К истории русского романа. Романы Ф. А. Эмина» (СПб., 1898)
- «О сочинениях Феодосия, писателя XII века» (СПб., 1901)
- «„Ревизор“ Гоголя и комедия Квитки „Приезжий из столицы“» (СПб., 1902)
- «Повторительный курс русской истории» (Киев, 1888)
- «Указатель к Волынским Губернским Ведомостям за 1838—1887 гг.» («Живая Старина», 1893)
- Указатель к «Летописям русской литературы и древности» Н. С. Тихонравова (СПб.., 1896)
- «Указатель к Журналу Министерства Народного Просвещения 1867—1892 гг.»